# یاتسک بونک
یاتسک بونک (لهستانی: Jacek Bąk؛ زادهٔ ۲۴ مارس ۱۹۷۳) یک بازیکن فوتبال اهل لهستان است.
وی همچنین در تیم ملی فوتبال لهستان بازی کرده‌است.